# Danielle Lussi
Danielle Lussi (* 7. Mai 1992) ist eine US-amerikanische Skispringerin.
Lussi gab am 28. August 2007 auf ihrer Heimatschanze in Lake Placid ihr Debüt im Skisprung-Continental-Cup. Dabei erreichte sie in den beiden Springen mit den Plätzen 25 und 26 Continental-Cup-Punkte. Mit den gewonnenen elf Punkten beendete sie die Saison 2007/08 auf dem 64. Platz der Continental-Cup-Gesamtwertung. Im folgenden Jahr sprang sie noch einmal in Park City bei zwei Springen, konnte dabei aber keine Punkte erreichen.